# Devendra seriatus
Devendra seriatus är en spindelart som först beskrevs av Simon 1898.  Devendra seriatus ingår i släktet Devendra och familjen Zoropsidae.
Artens utbredningsområde är Sri Lanka. Inga underarter finns listade i Catalogue of Life.